# مسجد كامبونج بوكيت بنغال
مسجد كامبونج بوكيت بنغال يقع المسجد في منطقة كامبونج بوكيت بنغال، والتي تبعد حوالي تسعة كيلومترات من بيكان توتونج في بروناي، تم بناء المسجد في الخامس من شهر نوفمبر تشرين الثاني من عام 1994، وبلغت النفقات الإجمالية للبناء مبلغ 34،589.80 دولار، وكان المبلغ ناتج عن التبرعات العامة ومساعدة المجلس الديني الإسلامي في بروناي دار السلام .
افتتح مسجد كامبونج بوكيت بنغال واستخدم لأول مرة في الثاني والعشرين من شهر شوال من عام 1415 هـ الموافق الرابع والعشرين من شهر مارس من عام 1995، وتبلغ قدرة المسجد الاستيعابية حوالي 250 مصلي في وقت واحد، ومن بين التسهيلات المتاحة في المسجد وجود مكتبة تحوي على العديد من الكتب.